# Temporada 1957-58 de los Cincinnati Royals
La temporada 1957-58 fue la décima de los Royals en la NBA, y la primera en su nueva ubicuación en Cincinnati, Ohio. La temporada regular acabó con 33 victorias y 39 derrotas, ocupando el tercer puesto de la División Oeste, clasificándose para los playoffs en los que cayeron en semifinales de división ante los Detroit.

## Elecciones en elDraft
| Ronda | Puesto | Jugador       | Posición | Nacionalidad   | Universidad   |
| ----- | ------ | ------------- | -------- | -------------- | ------------- |
| 1     | 1      | Rod Hundley   | Base     | Estados Unidos | West Virginia |
| 2     | 9      | Dick Duckett  | Base     | Estados Unidos | St. John's    |
| 3     | 17     | Jerry Paulson | Base     | Estados Unidos | Manhattan     |

## Temporada regular
| División Oeste      | División Oeste | División Oeste | División Oeste | División Oeste | División Oeste | División Oeste | División Oeste | División Oeste |
| Equipo              | G              | P              | %              | PD             | Casa           | Fuera          | Neutral        | Div            |
| ------------------- | -------------- | -------------- | -------------- | -------------- | -------------- | -------------- | -------------- | -------------- |
| x-St. Louis Hawks   | 41             | 31             | .569           | -              | 23-8           | 8-19           | 10-4           | 24-12          |
| x-Detroit Pistons   | 33             | 39             | .458           | 8              | 14-14          | 13-17          | 6-8            | 18-18          |
| x-Cincinnati Royals | 33             | 39             | .458           | 8              | 17-12          | 10-19          | 6-8            | 17-19          |
| Minneapolis Lakers  | 19             | 53             | .264           | 22             | 10-15          | 4-21           | 5-17           | 13-23          |

### Semifinales de División
Detroit Pistons - Cincinnati Royals
| Fecha       | Partido                                    | Ciudad     |
| ----------- | ------------------------------------------ | ---------- |
| 15 de marzo | Detroit Pistons 100, Cincinnati Royals 83  | Detroit    |
| 16 de marzo | Cincinnati Royals 104, Detroit Pistons 124 | Cincinnati |
|             | Detroit gana las series 2-0                |            |

## Estadísticas
| Rk | Jugador          | Edad | P  | PT | MP   | TC  | TCI  | %TC  | 3P | 3PI | %3P | TL  | TLI | %TL  | RO | RD | RT   | AS  | RB | TAP | BP | FP  | PTS  |
| 1  | Clyde Lovellette | 28   | 71 |    | 36.5 | 9.6 | 21.7 | .441 |    |     |     | 4.2 | 5.7 | .743 |    |    | 12.1 | 1.9 |    |     |    | 3.3 | 23.4 |
| 2  | Jack Twyman      | 23   | 72 |    | 30.3 | 6.5 | 14.3 | .452 |    |     |     | 4.3 | 5.5 | .775 |    |    | 6.4  | 1.5 |    |     |    | 3.1 | 17.2 |
| 3  | Maurice Stokes   | 24   | 63 |    | 39.0 | 6.6 | 18.7 | .351 |    |     |     | 3.8 | 5.3 | .715 |    |    | 18.1 | 6.4 |    |     |    | 3.6 | 16.9 |
| 4  | Jim Paxson       | 25   | 67 |    | 26.8 | 3.4 | 9.5  | .352 |    |     |     | 3.1 | 4.3 | .733 |    |    | 5.2  | 2.1 |    |     |    | 2.7 | 9.8  |
| 5  | George King      | 29   | 63 |    | 36.1 | 3.7 | 10.2 | .364 |    |     |     | 2.2 | 3.6 | .617 |    |    | 4.9  | 5.3 |    |     |    | 2.0 | 9.7  |
| 6  | Dick Ricketts    | 24   | 72 |    | 22.5 | 3.0 | 9.2  | .324 |    |     |     | 1.8 | 2.7 | .673 |    |    | 5.7  | 1.6 |    |     |    | 3.8 | 7.8  |
| 7  | Richie Regan     | 27   | 72 |    | 22.9 | 2.8 | 7.9  | .355 |    |     |     | 1.7 | 2.4 | .698 |    |    | 2.4  | 2.6 |    |     |    | 2.4 | 7.3  |
| 8  | Dave Piontek     | 23   | 71 |    | 14.5 | 2.1 | 5.6  | .378 |    |     |     | 1.3 | 2.1 | .629 |    |    | 3.6  | 0.7 |    |     |    | 1.9 | 5.6  |
| 9  | Monk Meineke     | 27   | 67 |    | 11.8 | 1.9 | 5.2  | .356 |    |     |     | 1.1 | 1.8 | .647 |    |    | 3.4  | 0.6 |    |     |    | 2.3 | 4.9  |
| 10 | Tom Marshall     | 27   | 29 |    | 15.6 | 1.6 | 5.0  | .313 |    |     |     | 1.4 | 1.9 | .745 |    |    | 3.2  | 0.5 |    |     |    | 1.3 | 4.5  |
| 11 | Dick Duckett     | 24   | 34 |    | 12.5 | 1.6 | 4.6  | .342 |    |     |     | 0.7 | 0.8 | .889 |    |    | 1.6  | 1.4 |    |     |    | 1.8 | 3.9  |
| 12 | Jerry Paulson    | 22   | 6  |    | 11.3 | 1.3 | 3.8  | .348 |    |     |     | 0.7 | 1.0 | .667 |    |    | 1.7  | 0.7 |    |     |    | 0.8 | 3.3  |

## Galardones y récords
| Jugador          | Galardón                    |
| Maurice Stokes   | 2º Mejor quinteto de la NBA |
| Clyde Lovellette | 2º Mejor quinteto de la NBA |